# MP-Sports
L'MP-Sports è il team con il quale Martin Prokop disputa il Campionato del mondo rally 2015 al volante di una Ford Fiesta RS WRC. La squadra ha fatto il suo esordio nel 2010.
Le origini del team risalgono agli anni in cui Prokop correva nelle serie JWRC e PWRC; nel 2010 il nome della squadra era Czech Ford National Team e la vettura usata una Ford Fiesta S2000.
Dal 2011 il team corre con una Ford Fiesta RS WRC, ma solo dal Rally di Svezia 2013 ha potuto accumulare punti per il campionato costruttori.

## Vetture utilizzate
- Ford Fiesta S2000 (2010)
- Ford Fiesta RS WRC (2011-oggi)

## Risultati

### SWRC
| Anno | Vettura           | Pilota            | 1     | 2     | 3     | 4     | 5     | 6     | 7     | 8     | 9     | 10    | PP  | Punti |
| ---- | ----------------- | ----------------- | ----- | ----- | ----- | ----- | ----- | ----- | ----- | ----- | ----- | ----- | --- | ----- |
| 2010 | Ford Fiesta S2000 | Martin Prokop     | SVE 3 | MES 2 | GIO   | NZL 3 | POR   | FIN 4 | GER 2 | GPN 2 | FRA 6 | GBR   | 3°  | 104   |
| 2010 | Ford Fiesta S2000 | Andreas Mikkelsen | SVE   | MES   | GIO   | NZL   | POR   | FIN   | GER   | GPN   | FRA   | GBR 1 | 11° | 25    |
| 2011 | Ford Fiesta S2000 | Martin Prokop     | MES 1 | GIO   | ITA 3 | GRE 5 | FIN 2 | GER 6 | FRA 3 | SPA 3 |       |       | 3°  | 106   |

### WRC
| Anno | Vettura            | Pilota              | 1       | 2       | 3     | 4     | 5      | 6       | 7      | 8       | 9       | 10    | 11      | 12     | 13     | PP  | Punti | PS | Punti |
| ---- | ------------------ | ------------------- | ------- | ------- | ----- | ----- | ------ | ------- | ------ | ------- | ------- | ----- | ------- | ------ | ------ | --- | ----- | -- | ----- |
| 2011 | Ford Fiesta RS WRC | Martin Prokop       | SVE 12  | MES 7   | POR   | GIO   | ITA 10 | ARG     | GRE 15 | FIN 12  | GER 30  | AUS   | FRA 14  | SPA 13 | GBR 22 | 19° | 7     | –  | –     |
| 2012 | Ford Fiesta RS WRC | Martin Prokop       | MON 9   | SVE 9   | MES   | POR 5 | ARG    | GRE 5   | NZL    | FIN 9   | GER Rit | GBR 9 | FRA 9   | ITA 8  | SPA 13 | 9°  | 46    | –  | –     |
| 2013 | Ford Fiesta RS WRC | Martin Prokop       | MON 7   | SVE 7   | MES 9 | POR 7 | ARG 10 | GRE 7   | ITA 5  | FIN Rit | GER 4   | AUS   | FRA Rit | SPA 7  | GBR 6  | 9°  | 63    | 5° | 65    |
| 2014 | Ford Fiesta RS WRC | Martin Prokop       | MON Rit | SVE Rit | MES 5 | POR 6 | ARG 8  | ITA 6   | POL 10 | FIN Rit | GER 7   | AUS   | FRA 10  | SPA 8  | GBR 9  | 9°  | 44    | 6° | 49    |
| 2014 | Ford Fiesta RS WRC | Jaroslav Melichárek | MON 8   | SVE     | MES   | POR   | ARG    | ITA 19  | POL    | FIN     | GER 14  | AUS   | FRA     | SPA    | GBR    | 21° | 4     | –  | –     |
| 2015 | Ford Fiesta RS WRC | Martin Prokop       | MON 9   | SVE 8   | MES 6 | ARG 4 | POR 10 | ITA Rit | POL 11 | FIN 7   | GER Rit | AUS   | FRA 12  | SPA 7  | GBR 21 | 11° | 39    | 7° | 53    |
| 2015 | Ford Fiesta RS WRC | Jaroslav Melichárek | MON     | SVE     | MES   | ARG   | POR    | ITA     | POL    | FIN     | GER Rit | AUS   | FRA     | SPA    | GBR    | NC  | 0     | –  | –     |
| 2016 | Ford Fiesta RS WRC | Martin Prokop       | MON     | SVE     | MES 7 | ARG   | POR 8  | ITA 9   | POL    | FIN     | GER     | FRA   | SPA Rit | GBR    | AUS    | 15° | 12    | 7° | 18    |
| 2017 | Ford Fiesta WRC    | Mads Østberg        | MON     | SVE 15  | MES   | FRA   | ARG 9  | POR 8   | ITA 7  | POL 7   | FIN 10  | GER   | SPA 5   | GBR 38 | AUS    | 15° | 29    | –  | –     |
| 2017 | Ford Fiesta RS WRC | Martin Prokop       | MON     | SVE     | MES   | FRA   | ARG    | POR 14  | ITA 28 | POL     | FIN     | GER   | SPA     | GBR    | AUS    | NC  | 0     | –  | –     |